# БТР-90
БТР-90 "Росток" (такође означен као ГАЗ-5923 ) је руски оклопни транспортер точкаш.
Амфибијско оклопно борбено возило точкаш опремљено оружјем намењено је за употребу у моторизованим јединицама копнене војске. Усвојила га је руска војска, али није масовно произвођен.

## Историја
БТР-90 је развијен у Горковскoj аутофабрици (ГАЗ). Први пут је представљен 1994. Планирано је да серијска производња почне 2011. године у Арзамаском машинском постројењу.
Државна испитивања оклопног транспортера завршена су 2004. године.  
„Росток“ је усвојен од стране Оружаних снага Русије наредбом министра одбране Руске Федерације број 324 од 9. јуна 2008. године, поставши први нови руски оклопни транспортер точкаш који је усвојен у службу од поновног формирања стварања руске војске.  Министарство одбране Русије је 2011. године одустало од куповине БТР-90 због ревизије концепта наоружања руских Копнених снага и започело је развој концептуално новог оклопног транспортера.
Након тога, руска војска је одлучила да усвоји БТР-82А, чија је борбена ефикасност значајно порасла у поређењу са основним моделом БТР-80, и по много чему је надмашила перформансе БТР-90. Цена производње БТР-82А није прецизирана, али је познато да је нижа од БТР-90, што овај други чини мање атрактивним. 2015. године, на Паради победе у Москви, представљено је оклопно возило на точковима нове генерације ВПК-7829 „Бумеранг“ и званично је објављено да ће програм БТР-90 бити обустављен.

## Карактеристике
БТР-90 је опремљен аутоматским хидромеханичким реверзибилним мењачем, независном суспензијом свих точкова са сталним погоном на сва четири точка . Оклоп, у поређењу са БТР-80, значајно је ојачан. Заштита од мина је значајно побољшана, посебно, дно возила има V-облик – отпорнији на ударне таласе од традиционалног равног.
Оружје које се налази у борбеном одељку је стабилизовано у две равни. Ово омогућава дејство током кретања по неравном терену. Упркос чињеници да је БТР-90 тежи и већи у односу на БТР-80, он је знатно покретнији од свог претходника. Борбено возило је способно да се окреће на лицу места, захваљујући ротацији точкова различитих страна у супротним смеровима (по аналогији са гусеничарским возилима).
Возило је опремљено информационим и контролним системом.
Основно оружје се састоји од (борбени комплет):
- Аутоматски топ 30мм 2А42 (500 граната);
- Аутоматски бацач граната АГС-17 (400 граната);
- митраљез ПКТ 7,62 мм (2.000 метака);
- АТГМ 9К111-1М „Конкурс-М“ (четири ПОВР).

Дизајн омогућава уградњу снажнијег оружја, посебно топа од 100 мм или 125 мм. Оклопни транспортер је опремљен комбинованим дневно-ноћним нишаном БПКЗ-42 и дневним нишаном 1П-13 . Возило има систем заштите од штетних фактора оружја за масовно уништење .

## Модификације
- БТР-90 „Росток“ – модификација са аутоматским топом 2А42 калибра 30 мм, митраљезом ПКТМ калибра 7,62 мм, аутоматским бацачем граната АГС-17 и противоклопним системом 9К111-1М „Конкурс-М“ . Није опремљен термовизијом [7] .
- БТР-90 „Бережок“ – модификација са борбеним модулом „ Бережок “, укључује аутоматски топ 2А42 калибра 30 мм, митраљез ПКТМ калибра 7,62 мм, аутоматски бацач граната АГС-30 М и против-оклопни комплекс 9К135 „Корнет“ . Опремљен је контролним системом и термовизијом.[7]
- БТР-90М - модификација са борбеним модулом Бахча-У, укључује топ 2А70 100мм, аутоматски топ 2А72 калибра 30 мм, митраљез ПКТМ 7,62 мм и против-оклопни комплекс 9К116-3. Опремљен је контролним системом и термовизијом.[7]

### Возила на бази БТР-90
БММ "Тендон"
Вишенаменско оклопно медицинско возило (БММ). Развој возила је почео 1. јуна 1997. године у складу са уговором бр. НТК/2/459. Компанија за развој је била Прибор-Контрол ЛЛЦ. Уговор је предвиђао следеће временске оквире за развој машине:
1. Идејни пројекат: од јуна до децембра 1997. године;
2. Технички пројекат: од децембра 1997. до септембра 1998. године;
3. Израда пројектне документације за прототип: од октобра 1998. до јуна 1999. године;
4. Израда прототипа и његова прелиминарна испитивања: од јула 1999. до јуна 2000. године;
5. Државни тестови: од јула 2000. до марта 2001. године;
6. Израда пројектне документације на основу резултата државних испитивања: од априла до децембра 2001. године.

У фази израде прототипа и спровођења прелиминарних испитивања, Прибор-Контрол доо није испоштовао наведене рокове. Као резултат тога, рок за завршетак фазе је померен на март 2006. године. Међутим, 31. маја 2006. на састанку је донета одлука да се пројекат затвори, правдајући се чињеницом да је наставак ове теме због кашњења био неприкладан.
МЗ-187
Пројекат самоходног оруђа калибра 120 мм развио је специјални дизајнерски биро Мотовилихински завод . Предвиђено је постављање борбеног одељка самоходног топа 2С31 „Вена“ на шасију ГАЗ-5923 (БТР-90). Међутим, током фазе техничког предлога откривено је да је неприкладно инсталирати борбени одељак који је потпуно уједињен са 2С31. Главни разлози су били ограничени хоризонтални углови навођења због ниске стабилности шасије, мале преносиве муниције и незнатне предности у односу на претходно развијени САО 2С23 „Нона-СВК“ . Рад на овом пројекту је заустављен.

## Замена
Од 2009. до 2010. године, конструкторски биро Арзамаског машинског комбината започео је развој новог оклопног транспортера „Гилза“ на бази БТР-90. У складу са новим захтевима купаца, оклопни транспортер би требало да буде конфигурисан тако да се МТО постави у предњи део возила и одељак за трупе позади, што ће побољшати заштиту и побољшати услове за десант (пример би био возило као што је фински оклопни транспортер „Патриа“ ). Планирано је да се изврши унификација са БМП-3М на пољу електронике, наоружања, јединственог система за контролу информација на возилу, система за резервацију возила и других побољшања.

## Борбена употреба
Русија је током своје инвазије на Украјину распоредила малу произведену серију возила у зону борбених дејстава. Прва употреба БТР-90 од руске стране документована је у октобру 2023. године у борбама код Авдејевке. У децембру 2023. документовано је да је један БТР-90 оштећен и напуштен у рејону Авдејевке.

## Галерија
- БТР-90 на међународном салону МВСВ-2008